# Luís António de Carvalho Viegas
Luís António de Carvalho Viegas (Lisboa, 26 de abril de 1887 — 29 de outubro de 1965) foi um oficial do exército e político português.

## Biografia

### Guiné Portuguesa
O governador da Guiné João José Soares Zilhão foi retirado do cargo em 30 de maio de 1932 mas, como ainda não tinha sido nomeado novo governador, tomou posse interinamente José de Ascenção Valdez (major de infantaria e veterinário), que foi nomeado encarregado do governo nessa mesma data. Valdez manteve-se como encarregado do governo até 10 de maio de 1933, altura em que tomou posse como governador da Guiné Portuguesa Luís Viegas que tinha sido nomeado por decreto em 8 de dezembro de 1932.
Enquanto governador da Guiné Portuguesa, deslocou-se à metrópole em 10 de maio de 1933, deixando como encarregado do governo da Guiné, José Peixoto Ponces de Carvalho que se manteve nessas funções até setembro desse ano, altura em que Viegas regressou. Em agosto de 1936 nomeou José Salvação Barreto encarregado do governo para poder vir a Portugal à Conferência dos Governadores Coloniais e em 1938 nomeou encarregado do governo Augusto Pereira Brandão, a fim de prestar provas para ascender na hierarquia militar.
Durante a sua governação da Guiné, deram-se duas revoltas na colónia. A primeira protagonizada pelos Felupes de Jufunco (região de Cacheu) no fim do ano de 1933 e a segunda pelos Felupes de Basseor (região de Cacheu) em 1934.

### Portugal
Foi deputado da Assembleia Nacional na IV Legislatura (1945 a 1949).
Luís Viegas colaborou no Boletim da Sociedade Luso-Africana do Rio de Jeneiro.

## Obras
- Ilha de Canhambaque (1937) (Imprensa Nacional)[5]
- Guiné Portuguesa (3 Vol.) (1936) (Severo Freitas Mega & Companhia)[6]